# Contrôleur de circulation ferroviaire
Le contrôleur de circulation ferroviaire est un cheminot responsable de la circulation de tous les trains sur une (ou plusieurs) ligne ferroviaire donnée.
Il est informé de la position et du progrès de la circulation des trains soit par un dispositif électronique, soit par des mesures administratives suivant une procédure rigoureusement appliquée.
Afin d’assurer la bonne circulation des trains, il donne des ordres de circulation aux trains soit par radio, soit au moyen de la signalisation ferroviaire, soit par l’intermédiaire de cheminots postés le long de la ligne (chef de gare ou opérateur télégraphiste en Amérique du Nord).
En France, ils portent le nom de régulateur.